# Беллінґгем (Міннесота)
Беллінґгем (англ. Bellingham) — місто (англ. city) в США, в окрузі Лак-кі-Парл штату Міннесота. Населення — 148 осіб (2020).

## Географія
Беллінґгем розташований за координатами 45°8′11″ пн. ш. 96°17′2″ зх. д. / 45.13639° пн. ш. 96.28389° зх. д. (45.136261, -96.284021).  За даними Бюро перепису населення США в 2010 році місто мало площу 1,04 км², уся площа — суходіл.

## Демографія
Згідно з переписом 2010 року, у місті мешкало 168 осіб у 82 домогосподарствах у складі 52 родин. Густота населення становила 162 особи/км².  Було 106 помешкань (102/км²).
Расовий склад населення:
| - 100,0 % — білих |

До двох чи більше рас належало 0,0 %. Частка іспаномовних становила 1,2 % від усіх жителів.
За віковим діапазоном населення розподілялося таким чином: 16,7 % — особи молодші 18 років, 54,1 % — особи у віці 18—64 років, 29,2 % — особи у віці 65 років та старші. Медіана віку мешканця становила 53,8 року. На 100 осіб жіночої статі у місті припадало 107,4 чоловіків;  на 100 жінок у віці від 18 років та старших — 97,2 чоловіків також старших 18 років.
Середній дохід на одне домашнє господарство  становив 48 931 долар США (медіана — 35 000), а середній дохід на одну сім'ю — 60 041 долар (медіана — 51 125). За межею бідності перебувало 10,4 % осіб, у тому числі 0,0 % дітей у віці до 18 років та 13,2 % осіб у віці 65 років та старших.
Цивільне працевлаштоване населення становило 61 осіб. Основні галузі зайнятості: освіта, охорона здоров'я та соціальна допомога — 26,2 %, транспорт — 14,8 %, публічна адміністрація — 14,8 %.